# La voce del cuore (film 1940)
La voce del cuore (Hétszilvafa) è un film del 1940 diretto da Félix Podmaniczky. È una commedia interpretata da Gyula Csortos, Ida Turay e László Szilassy che uscì in Italia nel 1941.

## Produzione
Il film fu prodotto dalla Imago Film.

## Distribuzione
Uscì nelle sale cinematografiche ungheresi il 5 dicembre 1940 con il titolo originale Hétszilvafa. In Italia fu ribattezzato La voce del cuore, ottenendo il visto di censura 31399 del 14 ottobre 1941.